# Wydrza Góra (powiat kamieński)
Wydrza Góra – wzniesienie na Wybrzeżu Trzebiatowskim o wysokości 21 m n.p.m., położone w woj. zachodniopomorskim, w powiecie kamieńskim, w gminie Wolin. Znajduje się po wschodniej stronie Głębokiego Nurtu, który przechodzi tu w cieśninę Dziwnę.
Przy północnym podnóżu Wydrzej Góry leży wieś Gogolice, a na południe od wzniesienia leży Zagórze. 
Nazwę Wydrza Góra wprowadzono urzędowo rozporządzeniem w 1949 roku, zastępując poprzednią niemiecką nazwę Otto Berg.